# 클로네이드
클로네이드(Clonaid)는 스스로 복제 인간을 만든다고 주장하는 회사로, 영생으로 가는 길이라 믿는 라엘리안 무브먼트와 관련되어 있다. 대부분의 과학자들은 복제 동물이 높은 기형율과 사망율을 보인다는 점을 들어 클로네이드의 인간을 대상으로 한 실험을 비난한다.
2002년 12월 27일 클로네이드의 CEO이자 라엘의 주교인 브리지트 부아슬리에(Brigitte Boisselier) 박사는 클로네이드에서 복제 인간을 태어나게 하는 데 성공했다고 주장했다. 대부분의 과학자들은 이 주장의 진실성과 도덕성을 모두 의심한다. 클로네이드에서는 복제 인간에 대한 어떤 증거를 대지 않고 있다.